# Boxning vid olympiska sommarspelen 2020

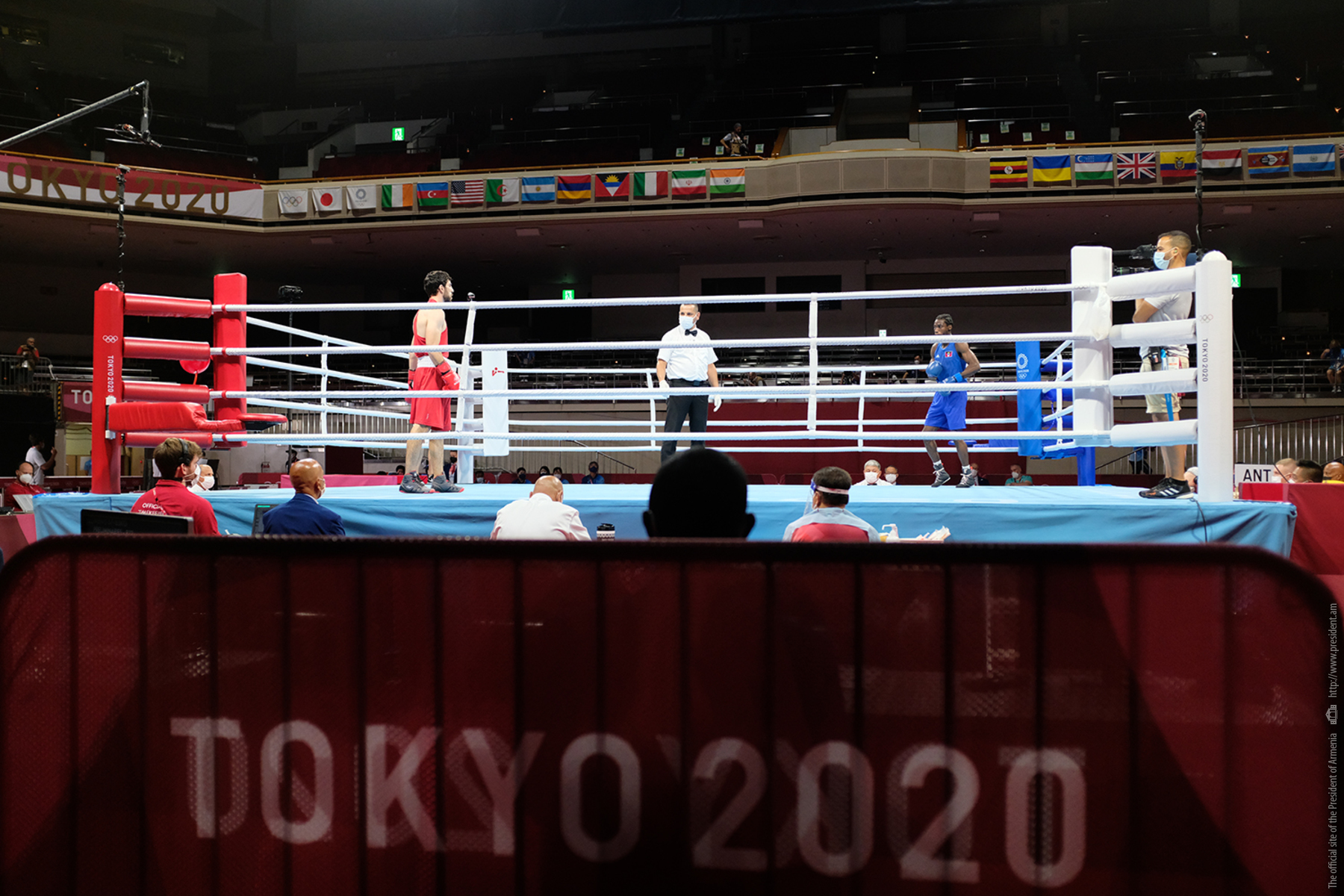
Ryōgoku Kokugikan

Boxning vid olympiska sommarspelen 2020 arrangerades mellan 24 juli och 8 augusti 2021 i Ryōgoku Kokugikan i Tokyo i Japan. Totalt 13 grenar fanns på programmet som jämfört med tidigare spel innehöll fler grenar för damer.
Tävlingarna skulle ursprungligen ha hållits mellan 25 juli och 9 augusti 2020 men de blev uppskjutna på grund av Covid-19-pandemin.
Internationella olympiska kommittén tillkännagav i maj 2019 att International Boxing Association inte tilläts att organisera tävlingarna på grund av rapporter om missförhållanden inom förbundet. Fram till 2016 var endast amatörer tillåtna att delta i olympiska spelen i boxning, men den regeln togs bort inför dessa tävlingar.

## Medaljsammanfattning
| Damer                  | Guld                        | Silver                      | Brons                              |
| Flugvikt Detaljer...   | Stoyka Krăsteva Bulgarien   | Buse Naz Çakıroğlu Turkiet  | Huang Hsiao-wen Kinesiska Taipei   |
| Flugvikt Detaljer...   | Stoyka Krăsteva Bulgarien   | Buse Naz Çakıroğlu Turkiet  | Tsukimi Namiki Japan               |
| Fjädervikt Detaljer... | Sena Irie Japan             | Nesthy Petecio Filippinerna | Irma Testa Italien                 |
| Fjädervikt Detaljer... | Sena Irie Japan             | Nesthy Petecio Filippinerna | Karriss Artingstall Storbritannien |
| Lättvikt Detaljer...   | Kellie Harrington Irland    | Beatriz Ferreira Brasilien  | Sudaporn Seesondee Thailand        |
| Lättvikt Detaljer...   | Kellie Harrington Irland    | Beatriz Ferreira Brasilien  | Mira Potkonen Finland              |
| Weltervikt Detaljer... | Busenaz Sürmeneli Turkiet   | Gu Hong Kina                | Lovlina Borgohain Indien           |
| Weltervikt Detaljer... | Busenaz Sürmeneli Turkiet   | Gu Hong Kina                | Oshae Jones USA                    |
| Mellanvikt Detaljer... | Lauren Price Storbritannien | Li Qian Kina                | Nouchka Fontijn Nederländerna      |
| Mellanvikt Detaljer... | Lauren Price Storbritannien | Li Qian Kina                | Zemfira Magomedalijeva ROC         |

| Herrar                    | Guld                             | Silver                            | Brons                          |
| Flugvikt Detaljer...      | Galal Yafai Storbritannien       | Carlo Paalam Filippinerna         | Ryomei Tanaka Japan            |
| Flugvikt Detaljer...      | Galal Yafai Storbritannien       | Carlo Paalam Filippinerna         | Saken Bibossinov Kazakstan     |
| Fjädervikt Detaljer...    | Albert Batyrgazijev ROC          | Duke Ragan USA                    | Samuel Takyi Ghana             |
| Fjädervikt Detaljer...    | Albert Batyrgazijev ROC          | Duke Ragan USA                    | Lázaro Álvarez Kuba            |
| Lättvikt Detaljer...      | Andy Cruz Gómez Kuba             | Keyshawn Davis USA                | Hovhannes Batjkov Armenien     |
| Lättvikt Detaljer...      | Andy Cruz Gómez Kuba             | Keyshawn Davis USA                | Harry Garside Australien       |
| Weltervikt Detaljer...    | Roniel Iglesias Kuba             | Pat McCormack Storbritannien      | Aidan Walsh Irland             |
| Weltervikt Detaljer...    | Roniel Iglesias Kuba             | Pat McCormack Storbritannien      | Andrej Zamkovoj ROC            |
| Mellanvikt Detaljer...    | Hebert Conceição Sousa Brasilien | Oleksandr Chyzjnjak Ukraina       | Eumir Marcial Filippinerna     |
| Mellanvikt Detaljer...    | Hebert Conceição Sousa Brasilien | Oleksandr Chyzjnjak Ukraina       | Gleb Baksji ROC                |
| Lätt tungvikt Detaljer... | Arlen López Kuba                 | Benjamin Whittaker Storbritannien | Imam Chatajev ROC              |
| Lätt tungvikt Detaljer... | Arlen López Kuba                 | Benjamin Whittaker Storbritannien | Loren Alfonso Azerbajdzjan     |
| Tungvikt Detaljer...      | Julio César La Cruz Kuba         | Muslim Gadzjimagomedov ROC        | David Nyika Nya Zeeland        |
| Tungvikt Detaljer...      | Julio César La Cruz Kuba         | Muslim Gadzjimagomedov ROC        | Abner Teixeira Brasilien       |
| Supertungvikt Detaljer... | Bachodir Jalolov Uzbekistan      | Richard Torrez USA                | Frazer Clarke Storbritannien   |
| Supertungvikt Detaljer... | Bachodir Jalolov Uzbekistan      | Richard Torrez USA                | Qamsjybek Qonqabajev Kazakstan |

Denna tabell: visa • redigera

## Medaljtabell
| Pl.    | Nation           | Guld | Silver | Brons | Totalt |
| ------ | ---------------- | ---- | ------ | ----- | ------ |
| 1      | Kuba             | 4    | 0      | 1     | 5      |
| 2      | Storbritannien   | 2    | 2      | 2     | 6      |
| 3      | ROC              | 1    | 1      | 4     | 6      |
| 4      | Brasilien        | 1    | 1      | 1     | 3      |
| 5      | Turkiet          | 1    | 1      | 0     | 2      |
| 6      | Japan            | 1    | 0      | 2     | 3      |
| 7      | Irland           | 1    | 0      | 1     | 2      |
| 8      | Bulgarien        | 1    | 0      | 0     | 1      |
| 8      | Uzbekistan       | 1    | 0      | 0     | 1      |
| 10     | USA              | 0    | 3      | 1     | 4      |
| 11     | Filippinerna     | 0    | 2      | 1     | 3      |
| 12     | Kina             | 0    | 2      | 0     | 2      |
| 13     | Ukraina          | 0    | 1      | 0     | 1      |
| 14     | Kazakstan        | 0    | 0      | 2     | 2      |
| 15     | Armenien         | 0    | 0      | 1     | 1      |
| 15     | Australien       | 0    | 0      | 1     | 1      |
| 15     | Azerbajdzjan     | 0    | 0      | 1     | 1      |
| 15     | Finland          | 0    | 0      | 1     | 1      |
| 15     | Ghana            | 0    | 0      | 1     | 1      |
| 15     | Indien           | 0    | 0      | 1     | 1      |
| 15     | Italien          | 0    | 0      | 1     | 1      |
| 15     | Kinesiska Taipei | 0    | 0      | 1     | 1      |
| 15     | Nederländerna    | 0    | 0      | 1     | 1      |
| 15     | Nya Zeeland      | 0    | 0      | 1     | 1      |
| 15     | Thailand         | 0    | 0      | 1     | 1      |
| Totalt | Totalt           | 13   | 13     | 26    | 52     |

### Fotnoter
1. ↑  (16 juni 2021). Boxing Competition Schedule. Arkiverad 4 juli 2021 hämtat från the Wayback Machine. olympics.com. Läst 24 juni 2021.
2. ↑  (20 juni 2019). Boost for women in IOC’s Tokyo boxing plan. The Times of India. Läst 24 juni 2021.
3. ↑  (Program från 31 juli 2019). Olympic Competition Schedule. tokyo2020.org. Läst 7 oktober 2019.
4. ↑  (30 mars 2020). IOC, IPC, Tokyo 2020 Organising Committee and Tokyo Metropolitan Government announce new dates for the Olympic and Paralympic Games Tokyo 2020. IOK. Läst 24 juni 2021.
5. ↑  Aiba stripped of right to run boxing tournament at Tokyo Olympics. theguardian.com. Läst 8 oktober 2019.
6. ↑  Boxing. tokyo2020.org. Läst 8 oktober 2019.
7. 1 2 3 4 5 6 7 8 9 10 11 12 13  (8 augusti 2021). Boxing – Medallists by Weight Category. olympics.com. Läst 8 augusti 2021.